# Ilumatobacter nonamiensis
Ilumatobacter nonamiensis es una bacteria grampositiva del género Ilumatobacter. Fue descrita en el año 2013. Su etimología hace referencia a Nonami, Japón. Es aerobia e inmóvil. Tiene un tamaño de 0,5-0,6 μm de ancho por 0,7-1 μm de largo. Forma colonias de color naranja en agar MA tras 2 semanas de incubación. Temperatura de crecimiento entre 10-30 °C. Tiene un contenido de G+C de 70%. Se ha aislado de arena a la orilla del mar en Japón. 